# Carrefour de Buci
Carrefour de Buci är en gatukorsning i Quartier de Saint-Germain-des-Prés i Paris sjätte arrondissement. Carrefour de Buci är uppkallad efter Simon de Buci (död 1369), generalprokurator vid Parisparlamentet.
Det råder inte konsensus vilken gatukorsning som är den egentliga Carrefour de Buci, då tre platser utpekas. Enligt en mening är Carrefour de Buci belägen där gatorna Rue de Buci och Rue de Seine möts, medan en annan åsikt gör gällande att det är korsningen där gatorna Rue de Buci, Rue Dauphine, Rue Saint-André des Arts, Rue de l'Ancienne Comédie och Rue Mazarine möts. En tredje teori innebär att Carrefour de Buci är belägen vid Place d'Acadie, där Rue de Buci, Boulevard Saint-Germain, Rue du Four och Rue de Montfaucon möts.
Under franska revolutionens skräckvälde halshöggs på Carrefour de Buci tusentals rojalister och präster.

## Omgivningar
- Saint-Germain-des-Prés
- Jardin Alice-Saunier-Seïté
- Les Deux Magots
- Café de Flore
- Boulevard Saint-Germain
- Rue de Furstemberg
- Place de Furstemberg

## Bilder
| - Karta från år 2021 med de platser som anses vara Carrefour de Buci. |

| - Korsningen Rue de Buci och Rue de Seine. - Korsningen Rue de Buci och Saint-André des Arts. - Place d'Acadie. |

| - Les Deux Magots. - Place de Furstemberg. |

## Kommunikationer
- Tunnelbana – linje  – Mabillon
- Busshållplats Seine – Buci – Paris bussnät, linjerna 63 86 87

### Webbkällor
- ”Carrefour de Buci”. Mairie de Paris. http://www.v2asp.paris.fr/commun/v2asp/v2/nomenclature_voies/Voieactu/1354.nom.htm. Läst 30 maj 2021.
- ”Carrefour Buci, 1866 – Charles Marville / Vues de Vieux Paris”. Vergue. http://vergue.com/post/684/Carrefour-Buci. Läst 30 maj 2021.